# Stephan Veen
Stephan Patrick Veen est un joueur néerlandais de hockey sur gazon né le 27 juillet 1970 à Groningue.

## Biographie
Il obtient sa première sélection dans l'équipe nationale néerlandaise en 1989 contre la Malaisie (3-1 pour les Pays-Bas). Aujourd'hui il en compte 275, ainsi que 116 buts. Il joua son dernier match international le 30 septembre 2000 en finale des Jeux Olympiques contre la Corée du Sud (3-3, les Pays-Bas l'emporteront aux tirs au but).
En 1998 et en 2000 il obtient le titre de Meilleur joueur de l'année.